# 존 판드레일런

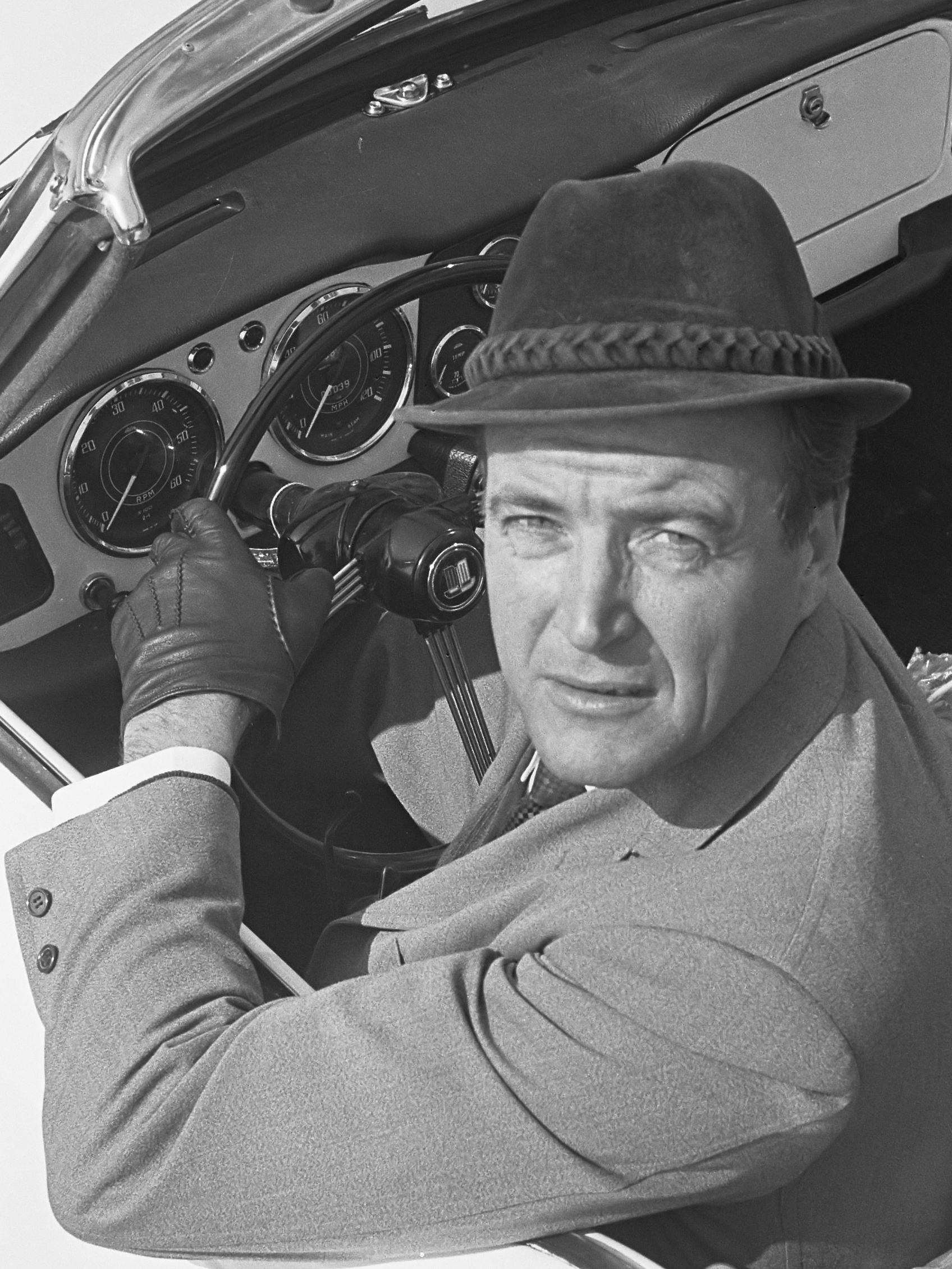

존 판드레일런(네덜란드어: John van Dreelen, 1922년 5월 5일 ~ 1992년 9월 4일)은 네덜란드의 배우이다.
암스테르담에서 태어났으며 카프다드에서 사망하였다.

## 출연 작품
- 꼴레뜨 (1991년)
- 마리안의 허상 (1987년)
- 머니 핏 (1986년)
- 에비타 페론 (1981년)
- 포뮬라 (1980년)
- 용감한 형제 (1977년)
- 잃어버린 지평선 (1973년)
- 토파즈 (1969년)
- 비밀지령 (1968년)
- 마담 X (1966년)
- 탈주 특급 (1965년)
- 해저 여행 (1964년)
- 13 고스트 (1960년)
- 거머리 여인 (1960년)
- 선셋 77번가 (1958년)
- 사랑할 때와 죽을 때 (1958년)

### 텔레비전
- 서부를 향해 달려라 (1965년)
- FBI (1965년)
- 첩보원 0011 (1964년)
- 유물 (1978, The Word)
- 6백만 달러의 사나이 - TV 시리즈 (1974년)
- 다이너스티 (1981년)
- 아이언 사이드 (1967년)
- 페리 메이슨 (1957년)
- 디즈니랜드 (텔레비전 프로그램)(영어판) (1954년)